# Deltote tsara
Deltote tsara is een vlinder van de familie van de uilen (Noctuidae). De wetenschappelijke naam van deze soort is voor het eerst voorgesteld als Eustrotia tsara door Pierre Viette in een publicatie uit 1988.
De soort komt voor op Madagaskar.